# Mario Capuani
Mario Capuani (Torricella Sicura, 19 giugno 1908 – Bosco Martese, 27 settembre 1943) è stato un partigiano e medico italiano.
Medaglia d'Oro al Valor Militare alla memoria.

## Biografia
I motori erano la sua passione, ma aveva scelto, come il padre, la professione di medico. Per le sue idee democratiche era stato sottoposto a vigilanza dalla polizia fascista. Chiamato alle armi, Mario Capuani, sul fronte occidentale, dà il meglio di sé nella cura dei feriti e, quando è congedato, è nominato presidente dell'Opera Maternità e Infanzia. Al suo paese si fa fama di dottore dei poveri e al tempo stesso, il suo studio medico di Teramo diventa punto di riferimento degli antifascisti della provincia. Capuani fonda il Partito d'azione teramano, s'impegna nella raccolta di fondi a sostegno dei perseguitati politici, diffonde la stampa clandestina e, quando Mussolini cade, con comunisti, cattolici, socialisti e democratici getta le basi di quello che, dopo l'8 settembre 1943, diventerà il "Comitato insurrezionale". Mario conosce come pochi i monti sopra Torricella Sicura ed è lui che propone la zona di Bosco Martese come roccaforte della guerriglia. È qui che i tedeschi, guidati da fascisti teramani, attaccano in forze il 25 settembre, subendo una sanguinosa sconfitta. Si rifanno due giorni dopo arrestando Capuani ed eliminandolo con un colpo alla nuca. Nel 1980, il Presidente della Repubblica Sandro Pertini gli ha concesso la Medaglia d'Oro al Valor Militare alla memoria.
Lo scultore Venanzo Crocetti negli anni 50 realizzò un monumento in sua memoria, presso il giardino dell'istituto tecnico "Vincenzo Comi" a Teramo.